# 艾克納角
64°26′S 61°36′W / 64.433°S 61.600°W

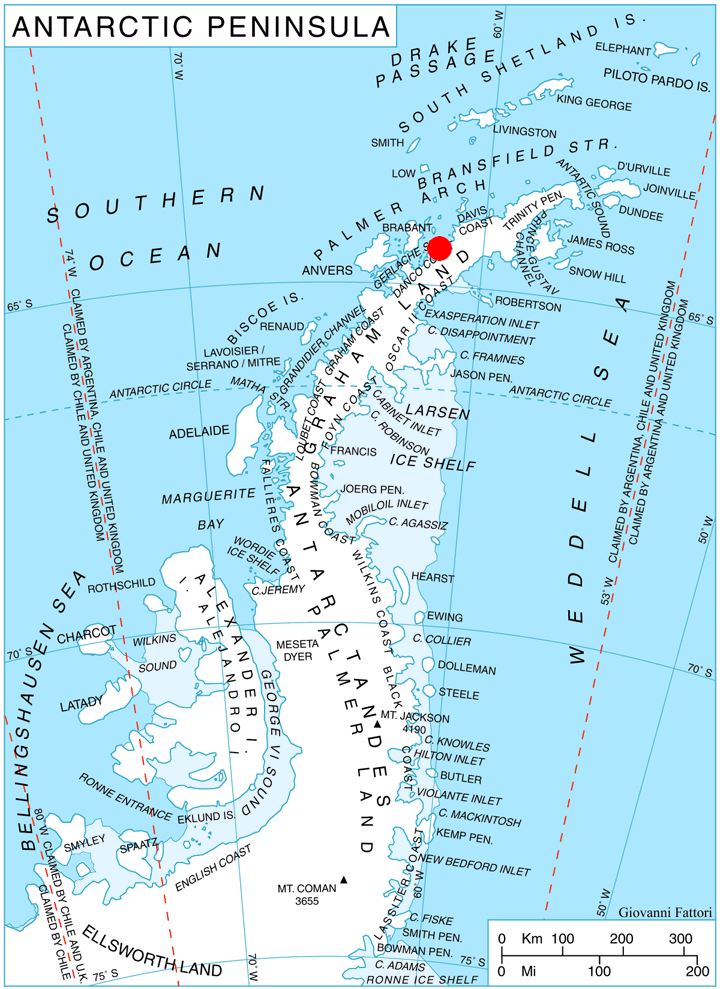

艾克納角是南極洲的海岬，位於葛拉漢地的帕福爾半島西端，是夏洛特灣入口處的東北面，以德國飛艇航空先驅命名，該海岬現時由南極條約體系管理。

## 外部連結
- SCAR Composite Gazetteer of Antarctica（页面存档备份，存于）.